# Eye (álbum)
Eye es el cuarto álbum conjunto de estudio de la banda de rock japonesa Sekai no Owari, lanzado el 27 de febrero de 2019 por Toy's Factory . Fue lanzado simultáneamente con el álbum Lip. La primera edición limitada del álbum contiene un DVD con imágenes de la gira de conciertos al aire libre Insomnia Train de la banda. La banda realizó una gira en apoyo de los álbumes a partir de abril de 2019. Debutó en el número dos en la lista japonesa de álbumes de Oricon el 6 de marzo, detrás de Lip en el número uno.

## Trasfondo
La banda grabó suficiente material durante los cuatro años desde su álbum anterior Tree (2015), por lo que decidió lanzarlo en dos álbumes separados, con Eye mostrando el "lado salvaje" de la banda, y Lip presentando sus canciones "pop caracteristicas".
Las canciones "Anti-Hero", "SOS", "Stargazer" y "Re:set" fueron lanzadas antes del álbum.

## Promoción
"Re:set" se utilizó como tema para el videojuego Catherine: Full Body.

## Listado de canciones
| N.º   | Título                     | Escritor(es)             | Duración |  |
| 1.    | «Love Song»                | Fukase / Nakajin / Saori | 3:59     |  |
| 2.    | «Blue Flower»              | Fukase                   | 3:11     |  |
| 3.    | «Anti-Hero»                | Fukase / Nakajin         | 3:34     |  |
| 4.    | «Yozakura»                 | Fukase / Nakajin         | 3:50     |  |
| 5.    | «Monsoon Night»            | Fukase / Nakajin / Saori | 3:38     |  |
| 6.    | «Food»                     | Fukase                   | 2:43     |  |
| 7.    | «SOS»                      | Fukase / Saori           | 5:05     |  |
| 8.    | «Re:set»                   | Fukase                   | 3:09     |  |
| 9.    | «Doppelganger»             | Nakajin                  | 3:50     |  |
| 10.   | «Eden»                     | Fukase                   | 3:50     |  |
| 11.   | «Subetega Kowareta Yoruni» | Fukase                   | 4:40     |  |
| 12.   | «Witch»                    | Fukase / Nakajin         | 3:34     |  |
| 13.   | «Stargazer»                | Fukase                   | 3:55     |  |
| 49:09 |                            |                          |          |  |